# Mályi
Mályi è un comune dell'Ungheria di 4.209 abitanti (dati 2001) . È situato nella contea di Borsod-Abaúj-Zemplén.